# Kateřina Pechová (1986)
Kateřina Pechová (rozená Sedláková; * 8. října 1986 Pardubice) je česká divadelní a filmová herečka, moderátorka a zpěvačka.

## Život
V roce 2005 se stala finalistkou soutěže Česká Miss. Během studií se přestěhovala do Prahy, kde absolvovala Vyšší odbornou školu hereckou. V roce 2013 vystudovala muzikálové herectví na Divadelní fakultě Janáčkovy akademie múzických umění v Brně. Zpívá v kapele s Barborou Polákovou a účinkuje ve videoklipech. V roce 2022 vydala spolu s Renatou Stiborovou knihu Kudrnatá příručka věnující se metodě známé pod zkratkou „cgm“, curly girl method, o péči vlasů žen s kudrnatými vlasy.
V září 2019 se vdala za kolegu Petera Pechu.
V roce 2024 moderuje společně s Dominikem Vršanským Snídani šampionů na Hitrádiu.

## Filmografie

### Filmy
- Rafťáci (2006)
- Ulovit miliardáře (2009)[9]

### Seriály
- Ordinace v růžové zahradě
- Cesty domů
- Doktorka Kellerová
- Četníci z Luhačovic
- Policie Modrava